# Llista de peixos de Minnesota

Localització de Minnesota als Estats Units

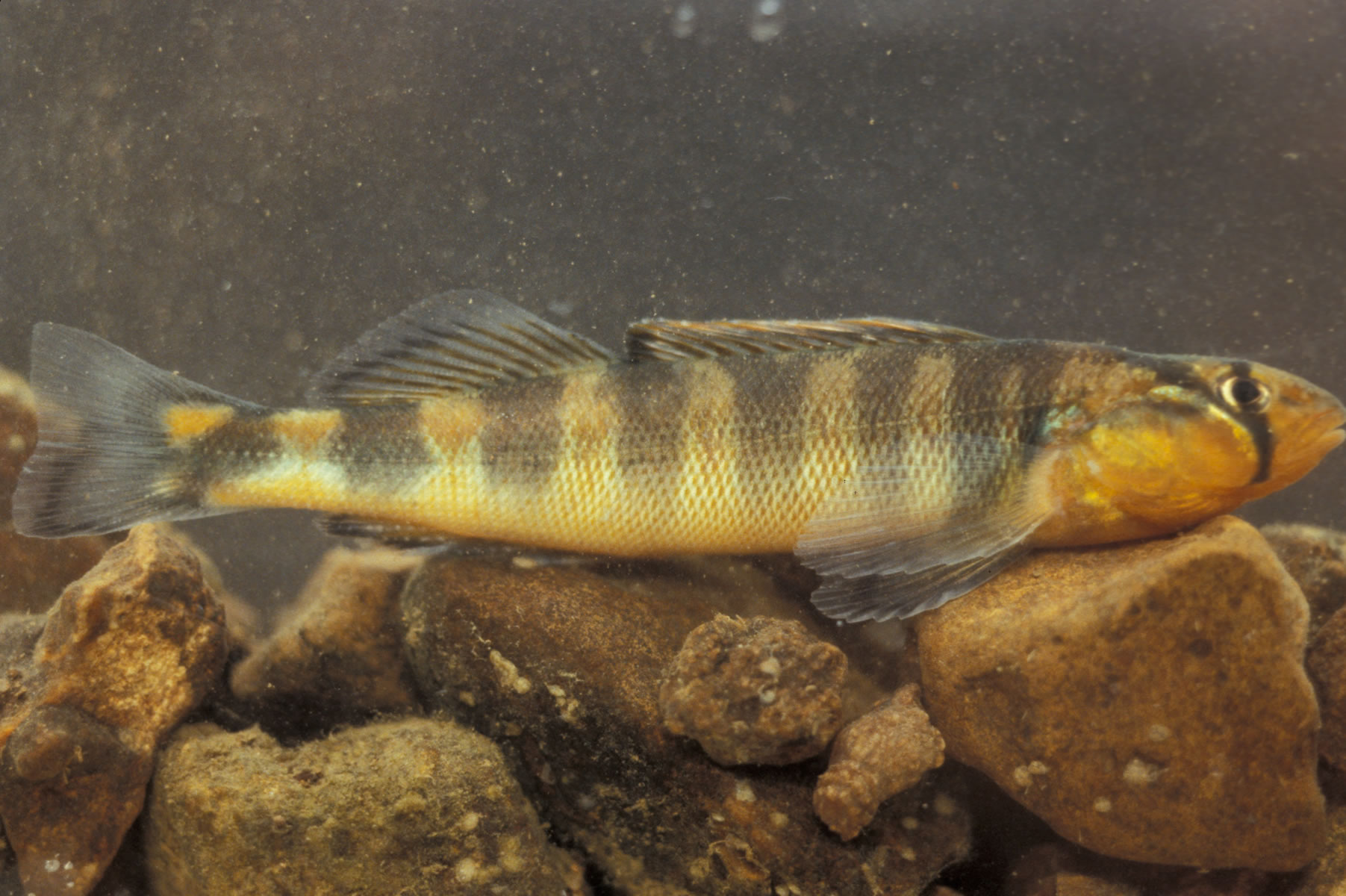
Percina evides

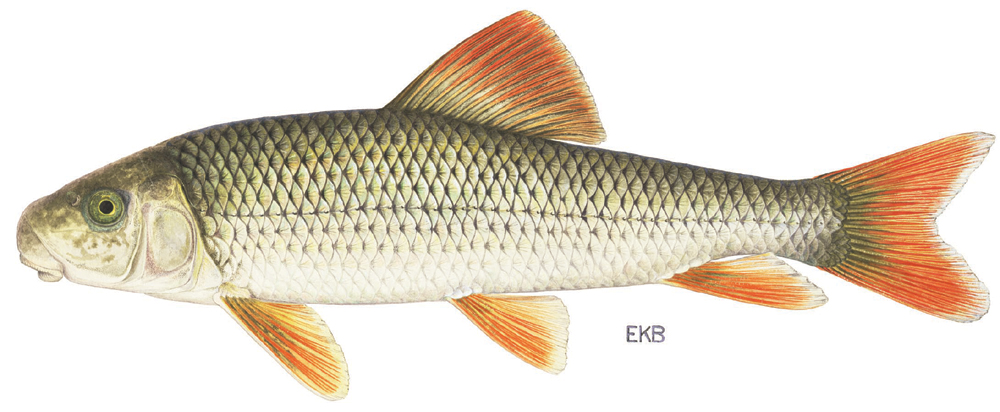
Moxostoma valenciennesi

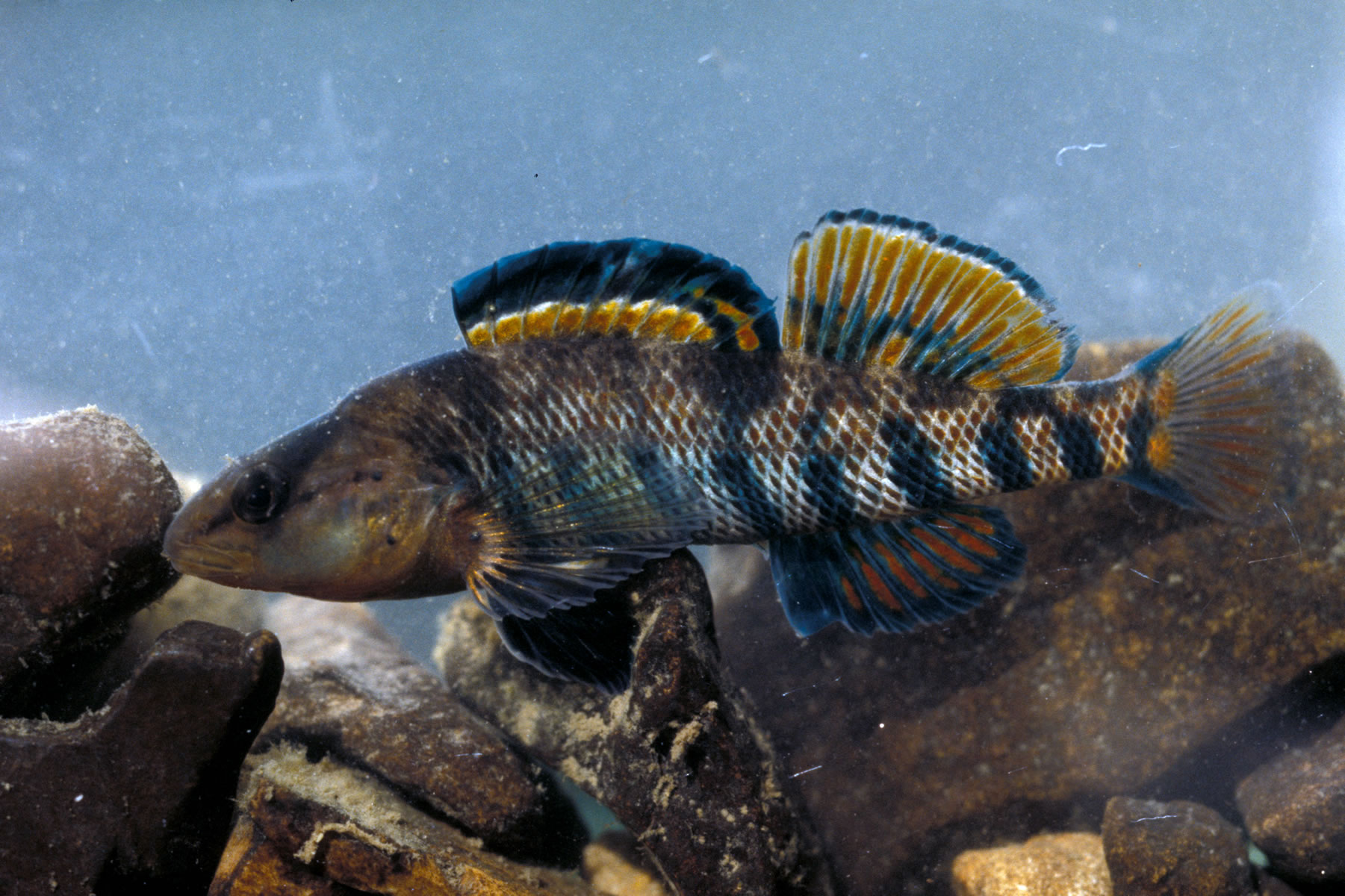
Etheostoma caeruleum

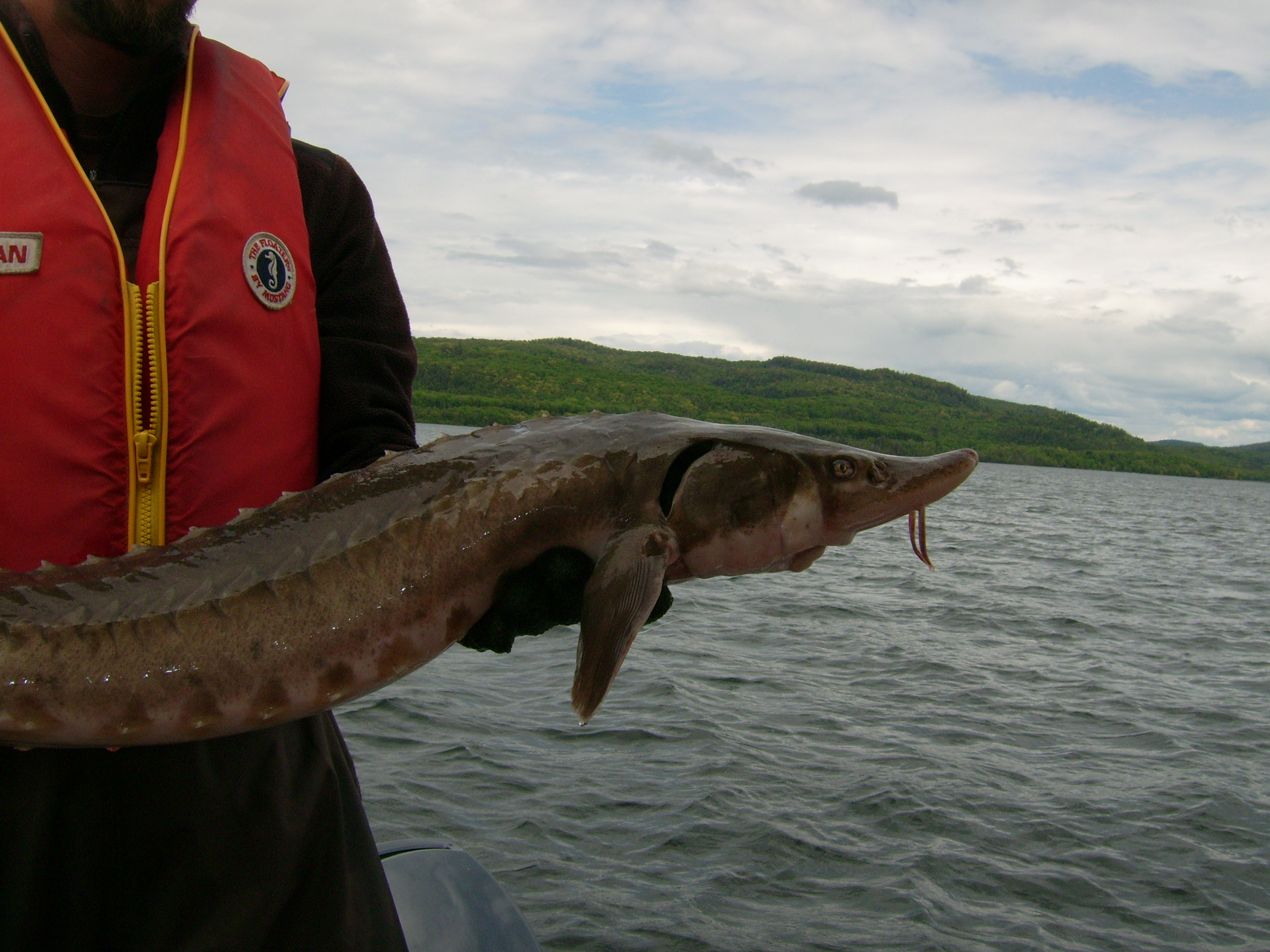
Esturió groc (Acipenser fulvescens) capturat al llac Superior

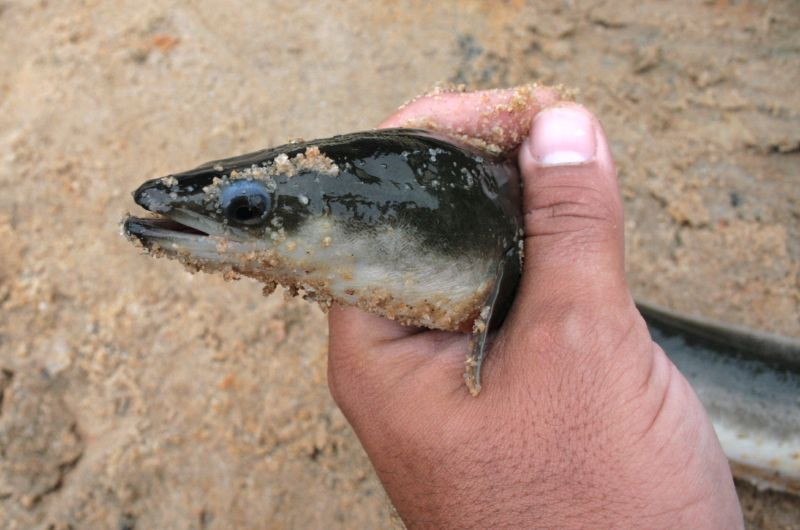
Anguila americana (Anguilla rostrata)

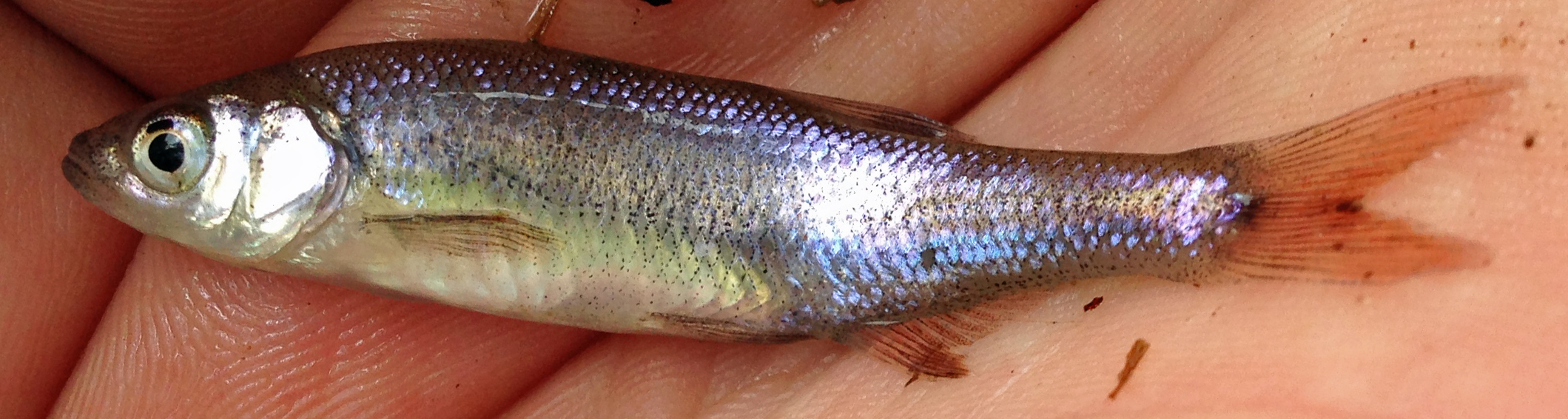
Lythrurus umbratilis

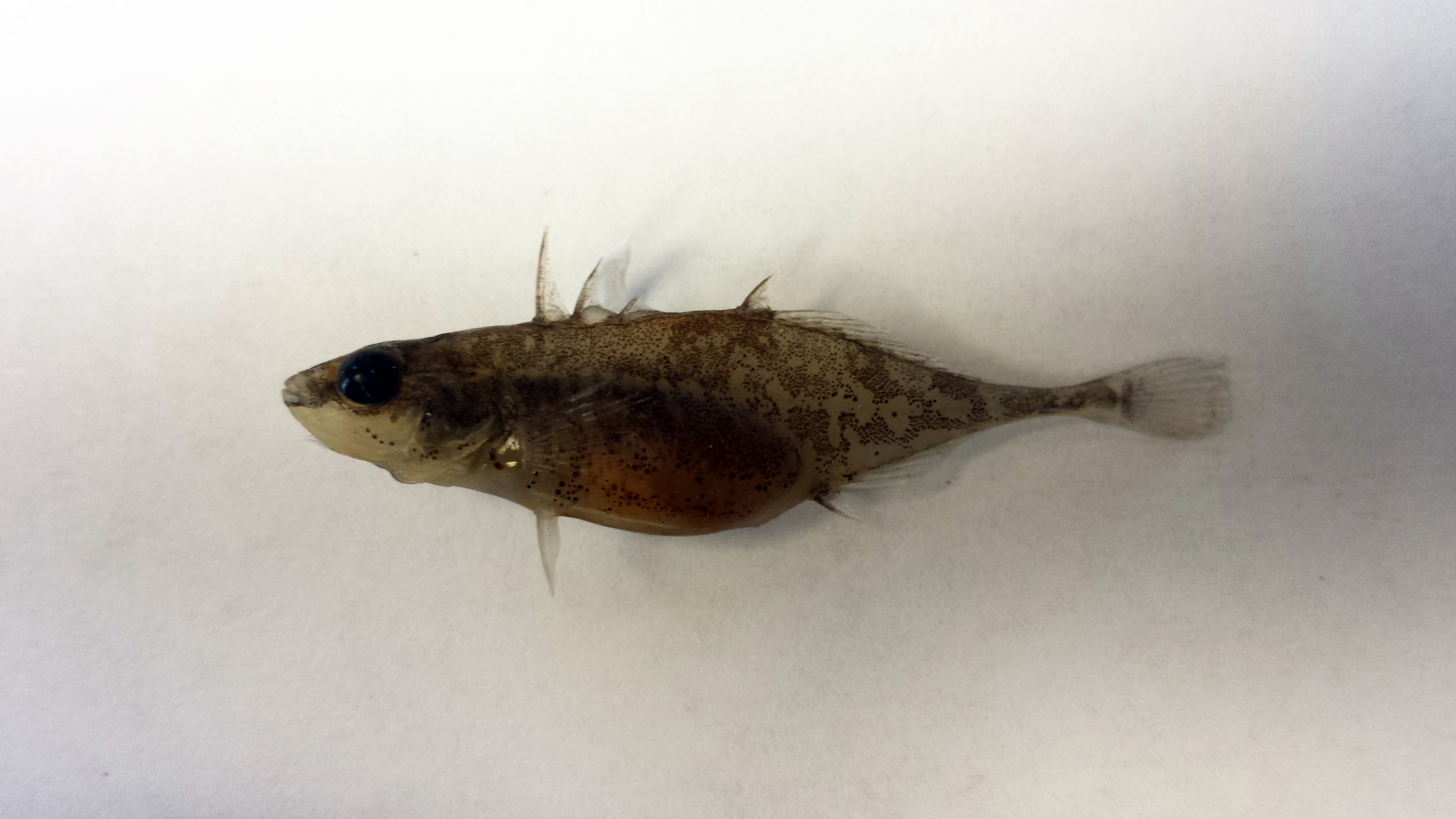
Apeltes quadracus

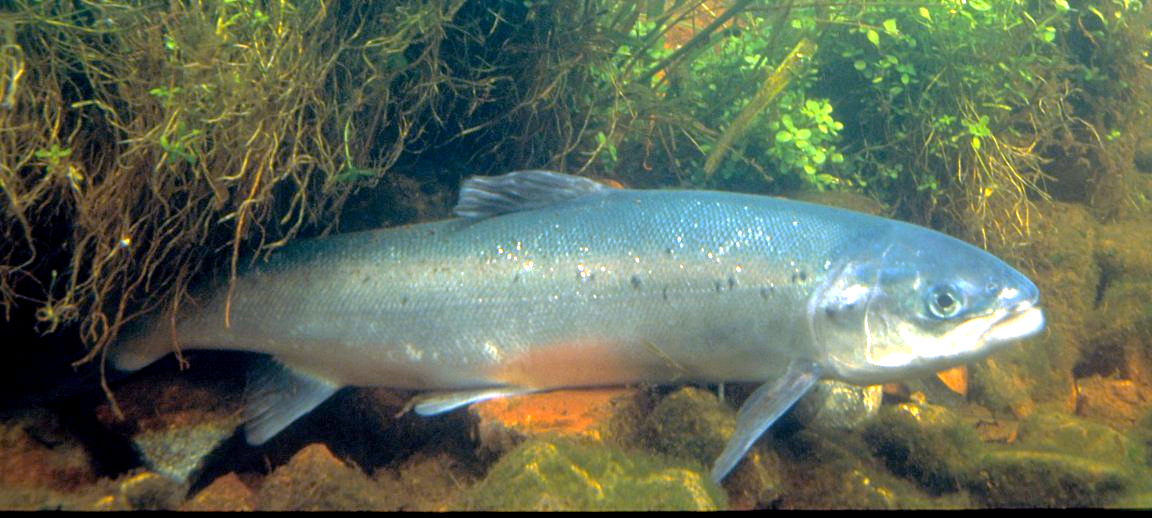
Salmó europeu (Salmo salar)

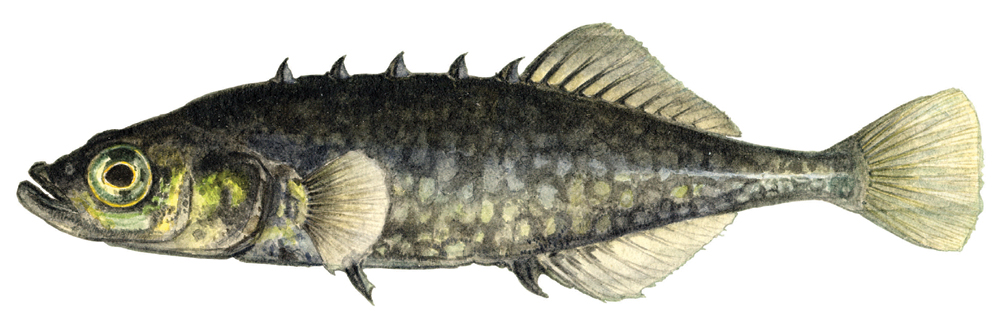
Culaea inconstans

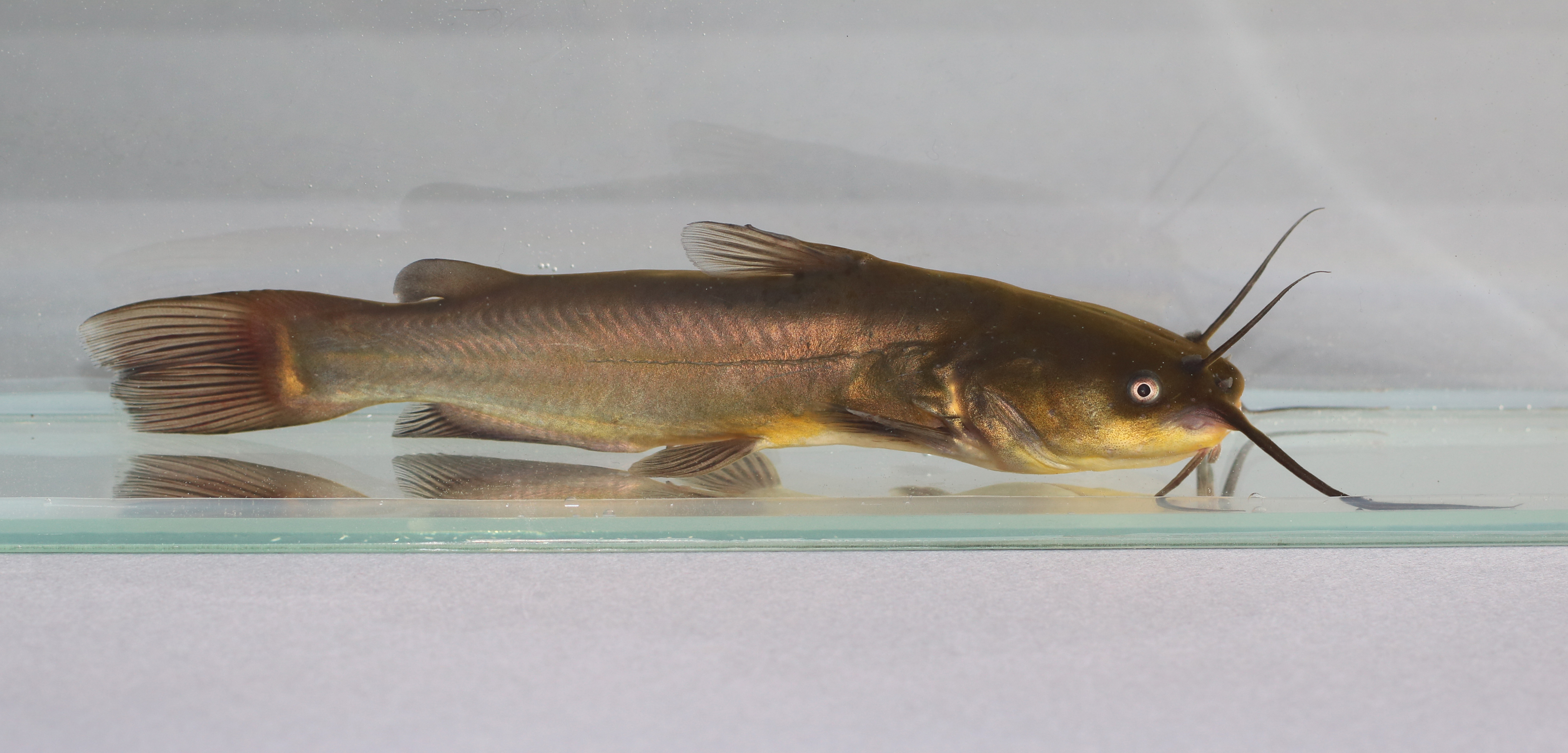
Ameiurus melas

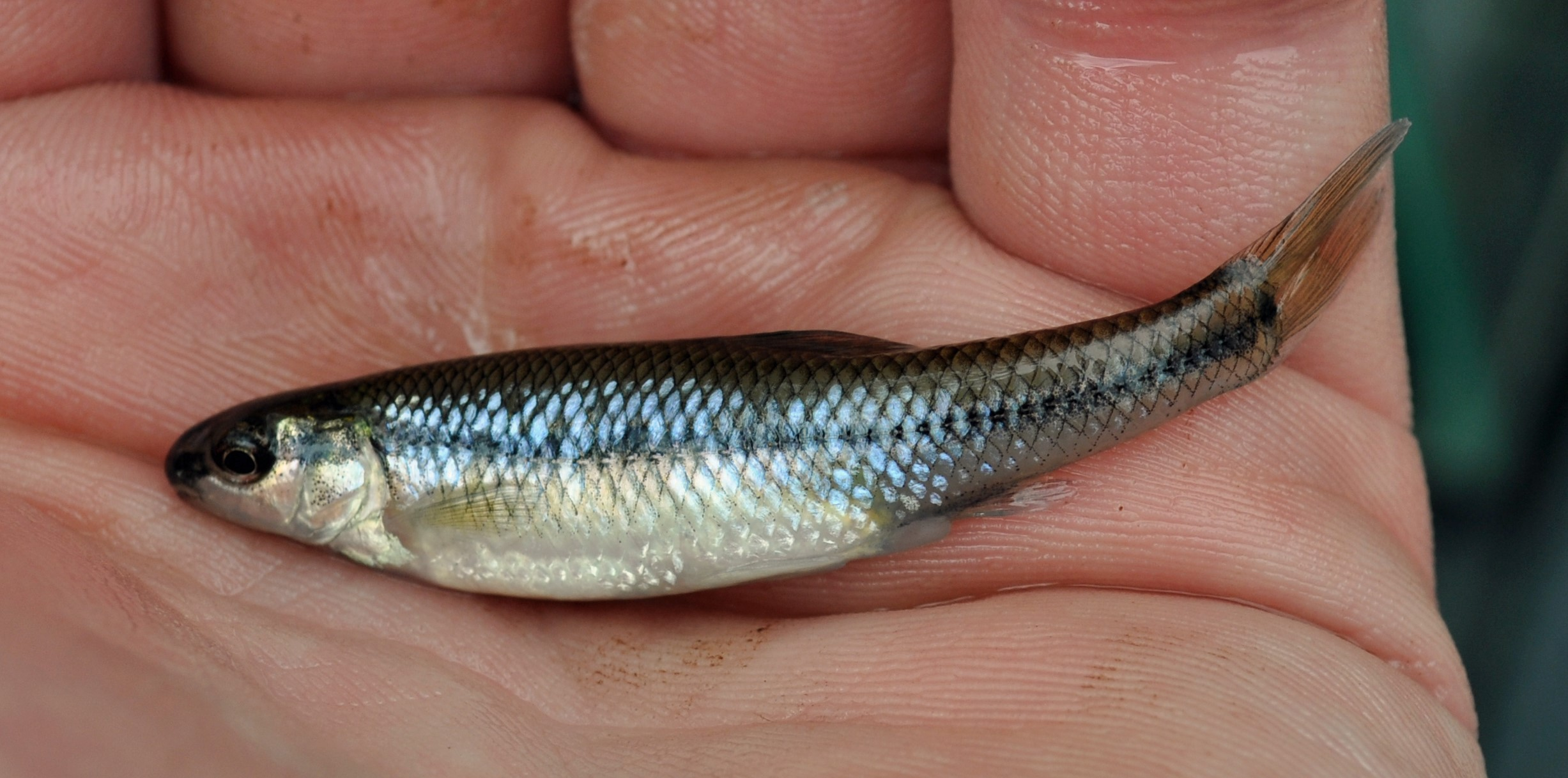
Campostoma anomalum

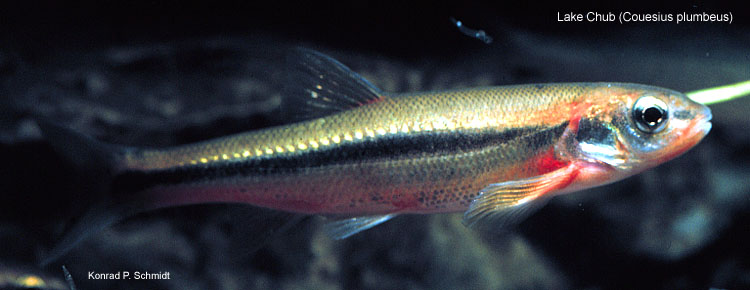
Couesius plumbeus

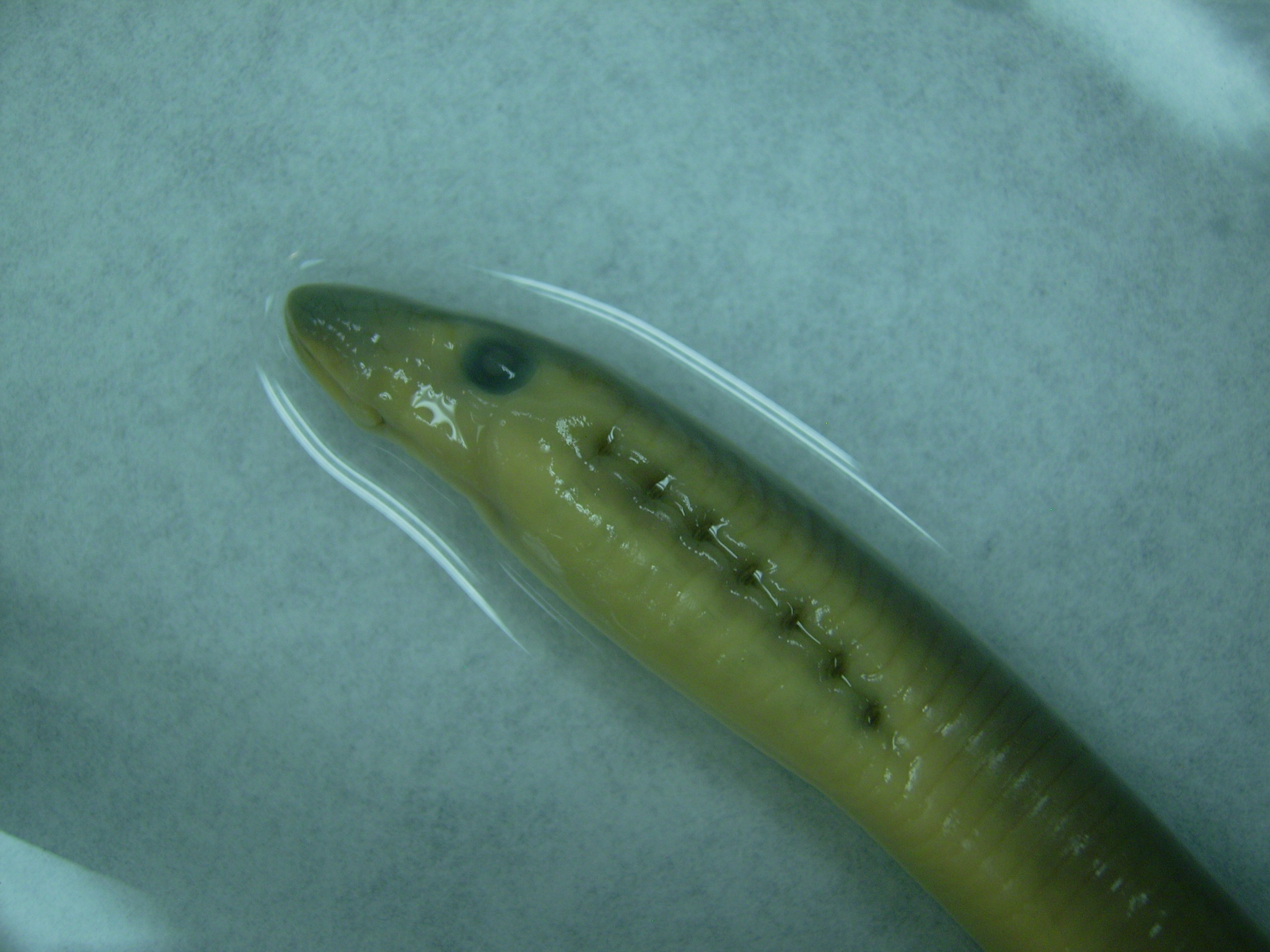
Lampetra appendix

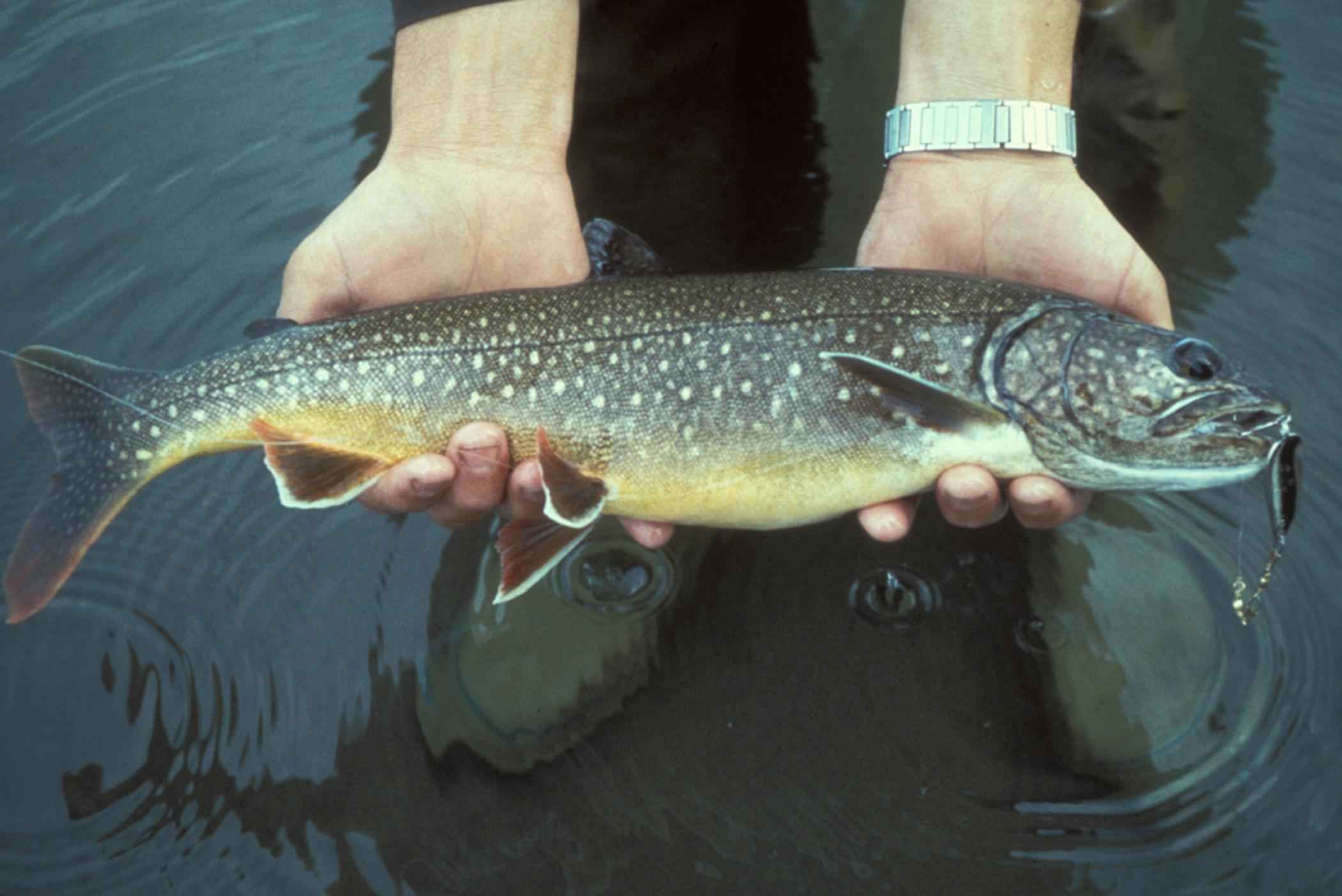
Salvelinus namaycush

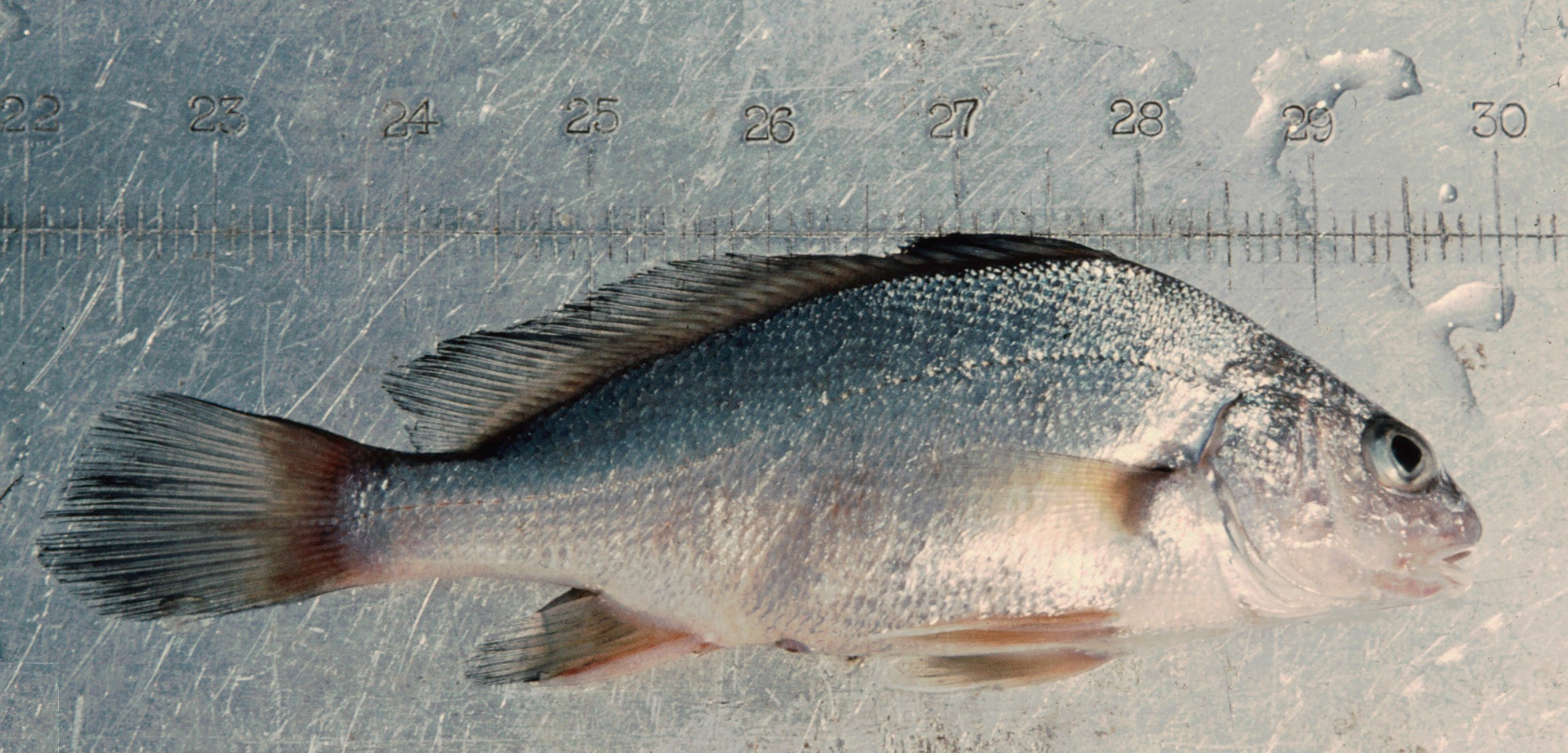
Aplodinotus grunniens

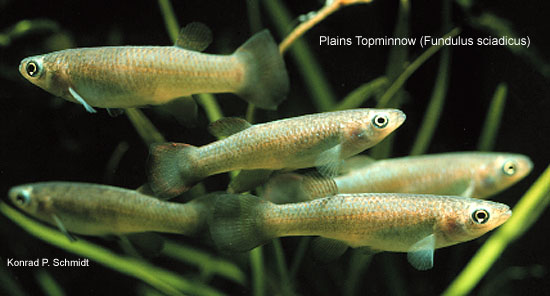
Fundulus sciadicus

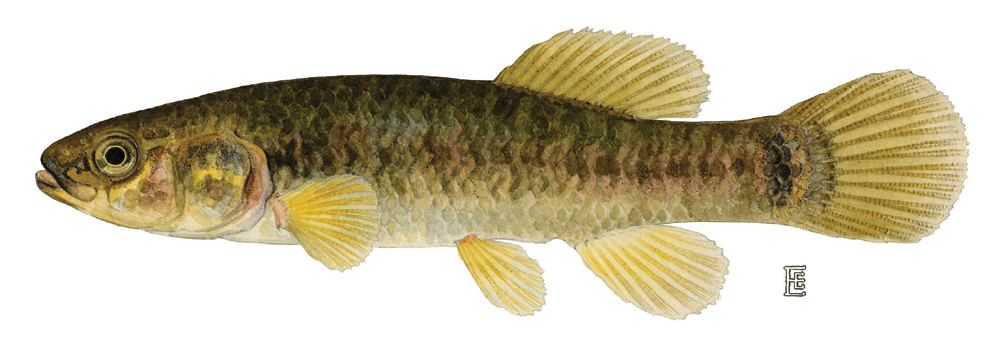
Umbra limi

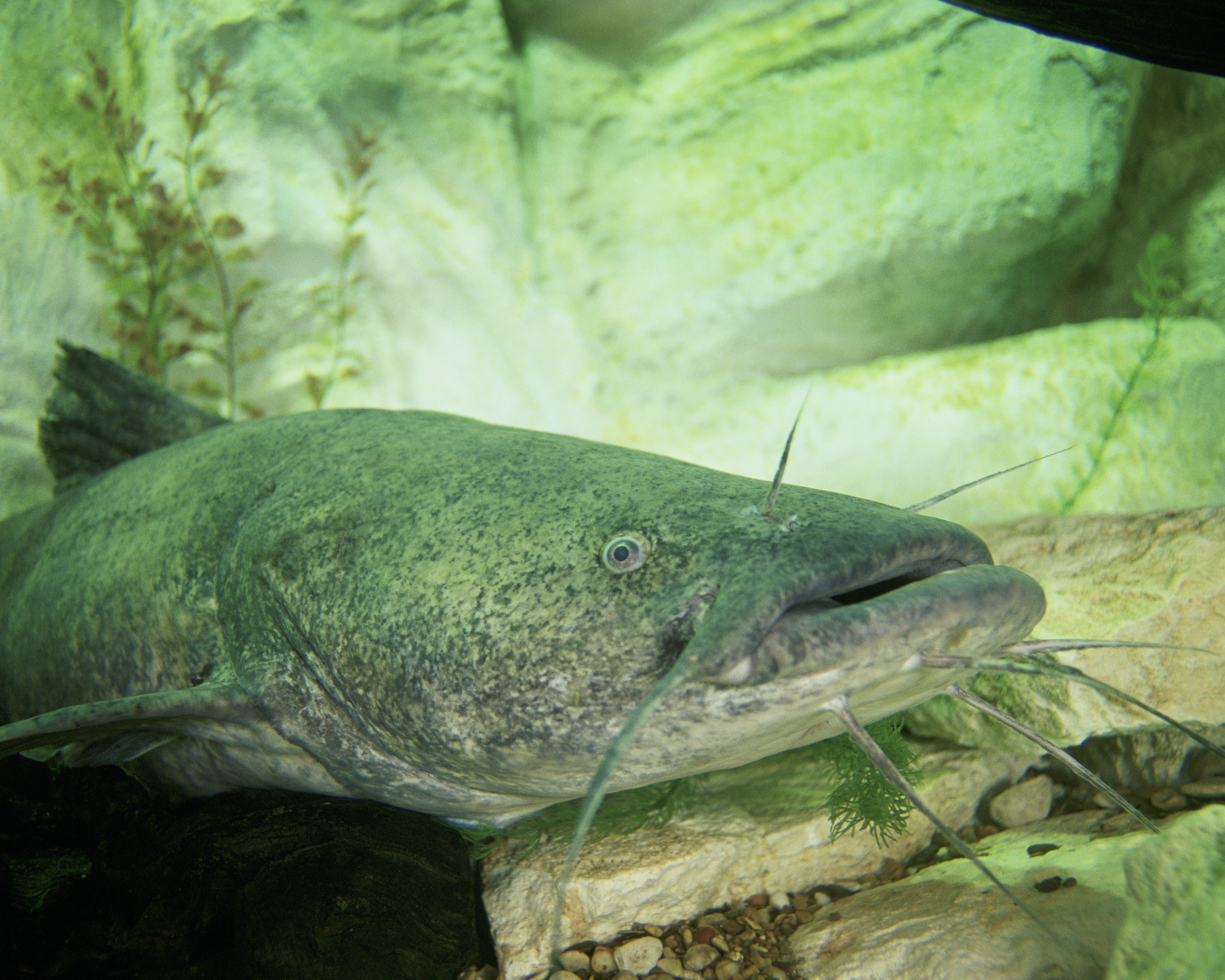
Peix gat de cap pla (Pylodictis olivaris)

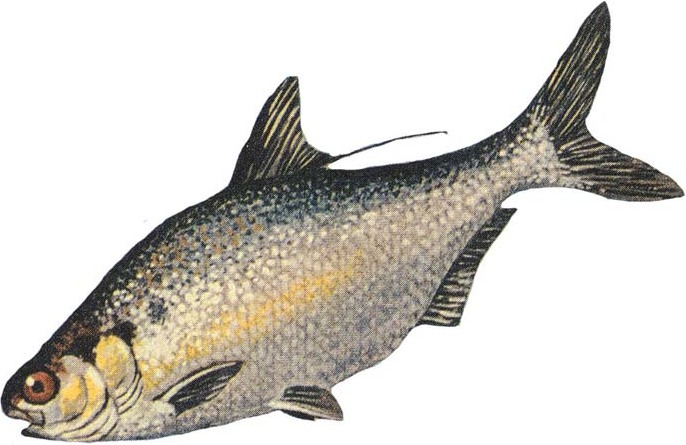
Alosa de pedrer americana (Dorosoma cepedianum)

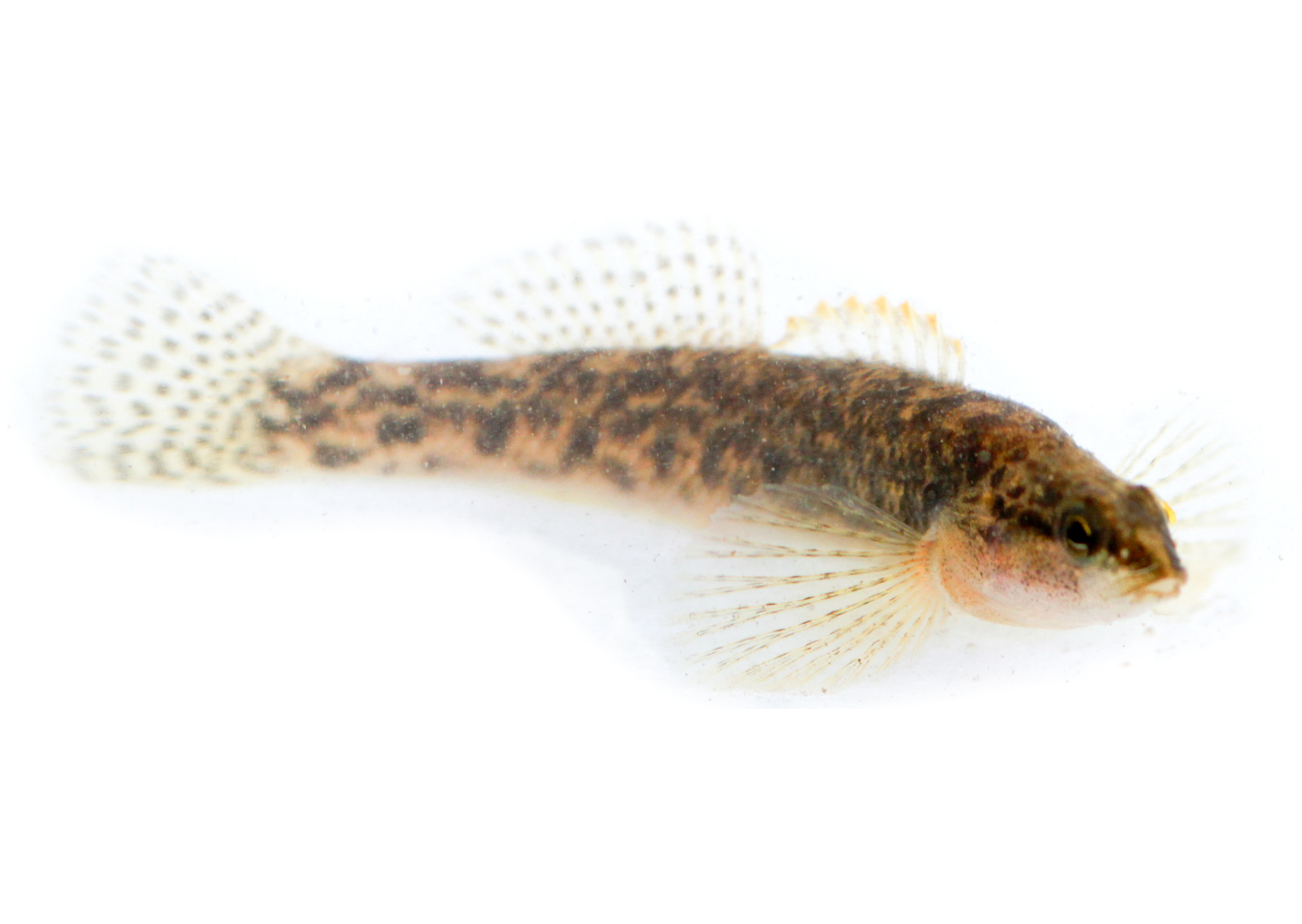
Etheostoma flabellare

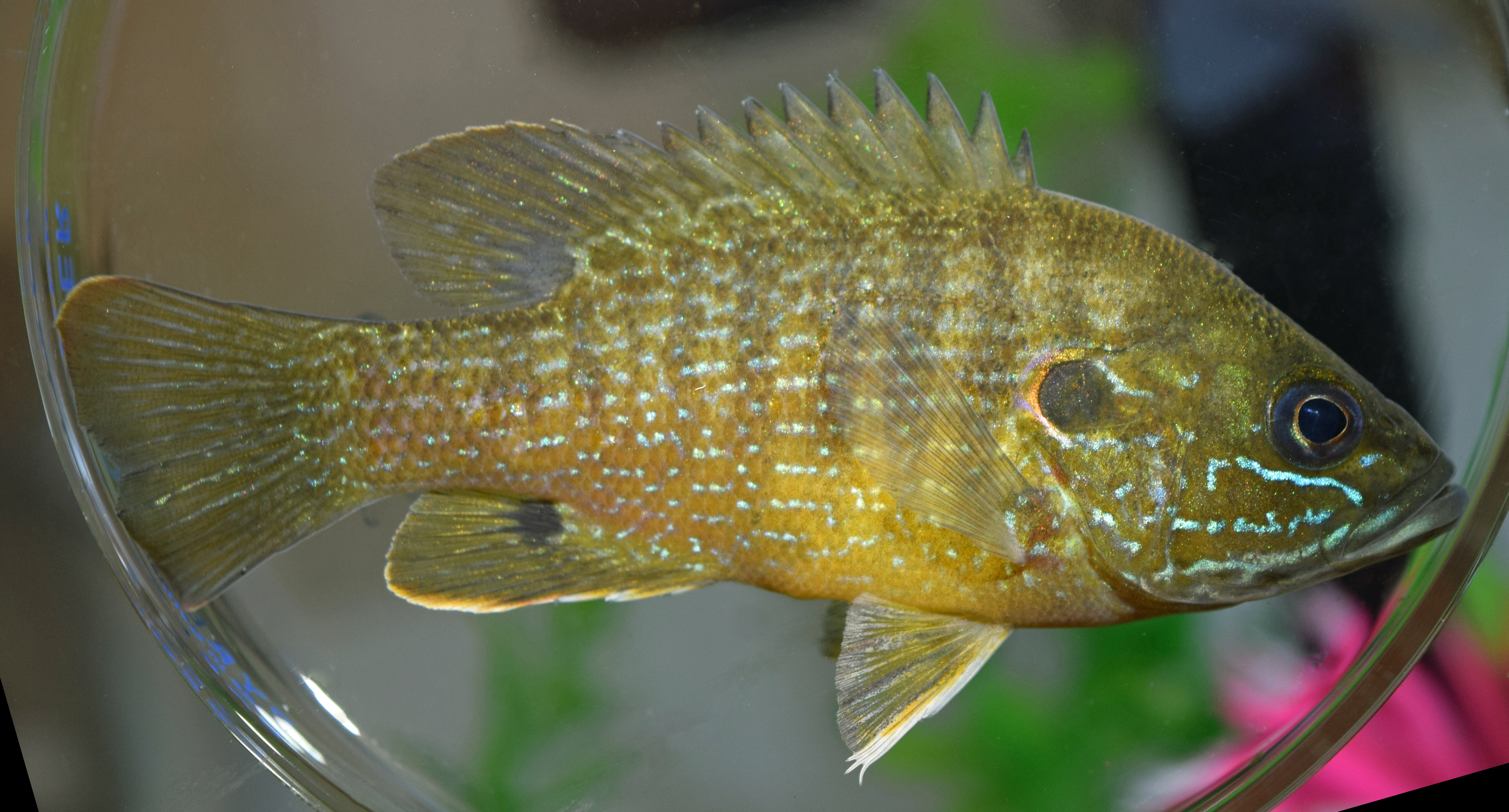
Lepomis cyanellus

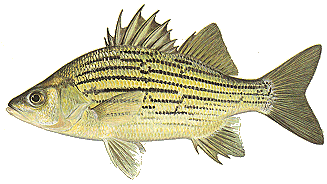
Morone mississippiensis

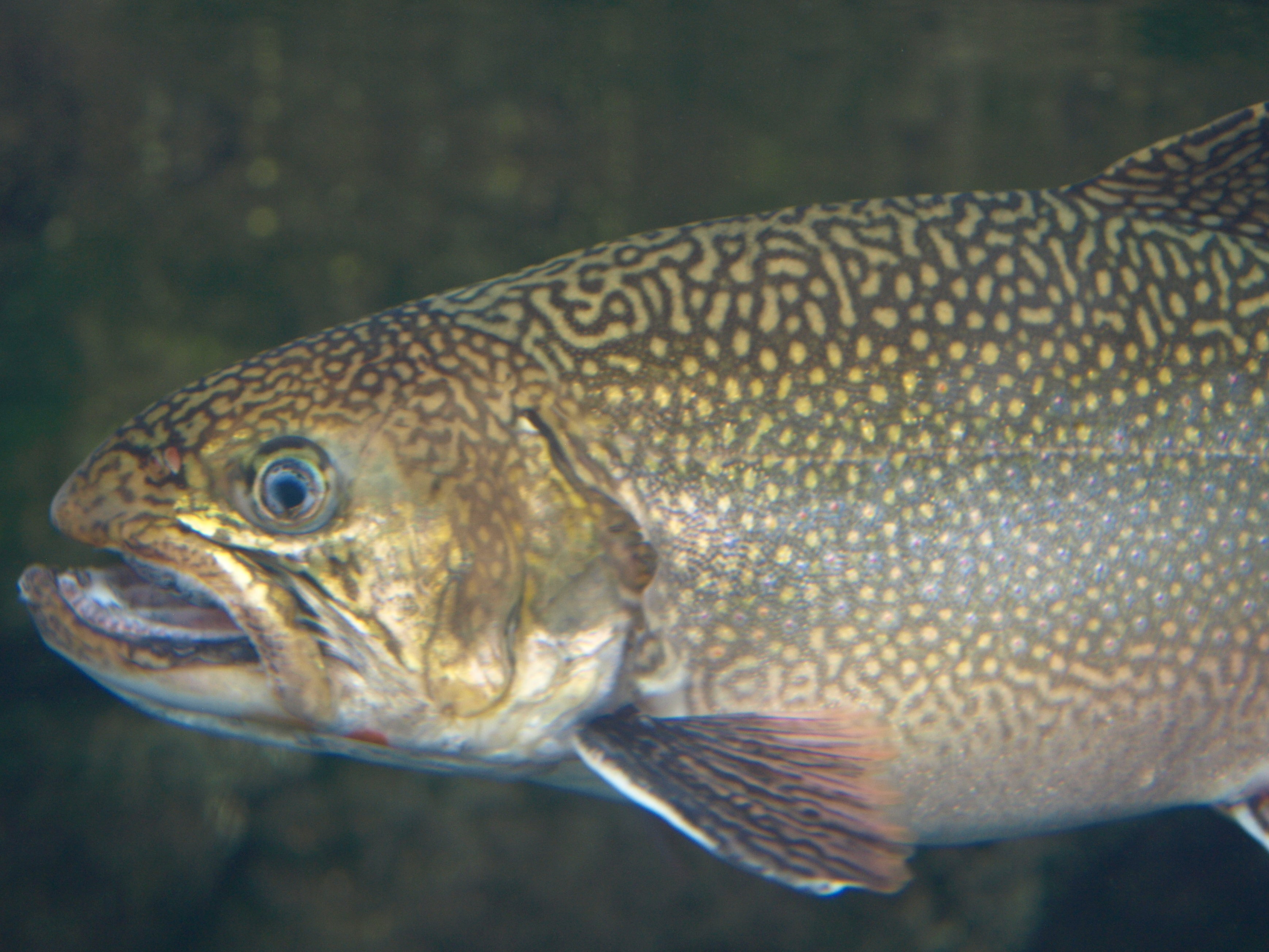
Truita de rierol (Salvelinus fontinalis)

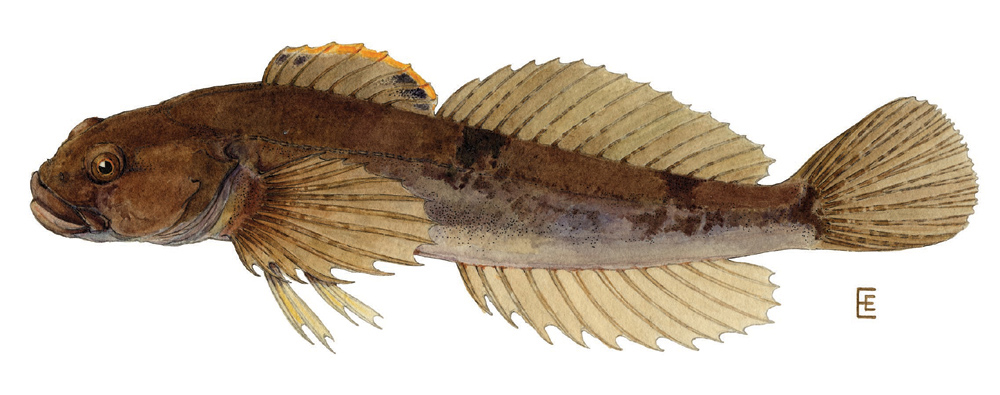
Cottus cognatus

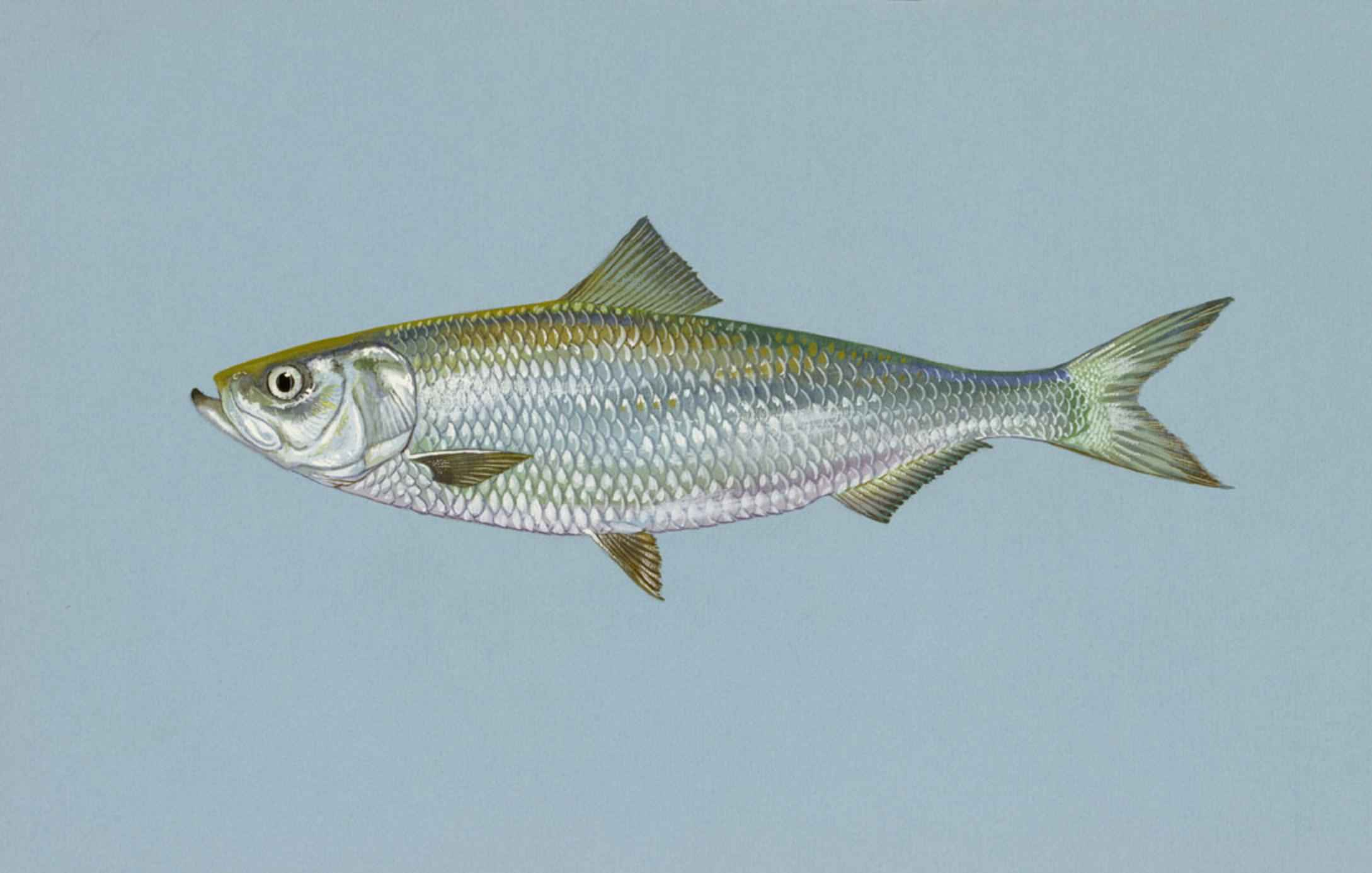
Alosa chrysochloris

Aquesta llista de peixos de Minnesota inclou 163 espècies de peixos que es poden trobar actualment a Minnesota (Estats Units) ordenades per l'ordre alfabètic de llurs noms científics.

## A
- Acipenser fulvescens
- Alosa chrysochloris
- Alosa pseudoharengus
- Ambloplites rupestris
- Ameiurus melas
- Ameiurus natalis
- Ameiurus nebulosus
- Amia calva
- Ammocrypta clara
- Anguilla rostrata
- Apeltes quadracus
- Aphredoderus sayanus
- Aplodinotus grunniens

## C
- Campostoma anomalum
- Campostoma oligolepis
- Carassius auratus
- Carpiodes carpio
- Carpiodes cyprinus
- Carpiodes velifer
- Catostomus catostomus
- Catostomus commersoni
- Chrosomus eos[1]
- Chrosomus erythrogaster
- Chrosomus neogaeus
- Clinostomus elongatus
- Coregonus artedi[2]
- Coregonus clupeaformis
- Coregonus hoyi
- Coregonus kiyi
- Coregonus nipigon
- Coregonus zenithicus
- Cottus bairdi
- Cottus cognatus
- Cottus ricei
- Couesius plumbeus
- Crystallaria asprella
- Ctenopharyngodon idella
- Culaea inconstans[3][1]
- Cycleptus elongatus
- Cyprinella lutrensis
- Cyprinella spiloptera
- Cyprinus carpio

## D
- Dorosoma cepedianum

## E
- Erimystax x-punctatus
- Esox lucius
- Esox masquinongy
- Etheostoma asprigene
- Etheostoma caeruleum
- Etheostoma chlorosomum
- Etheostoma exile
- Etheostoma flabellare
- Etheostoma microperca
- Etheostoma nigrum
- Etheostoma zonale

## F
- Fundulus diaphanus
- Fundulus dispar
- Fundulus sciadicus

## G
- Gasterosteus aculeatus
- Gymnocephalus cernua

## H
- Hiodon alosoides[4]
- Hiodon tergisus
- Hybognathus hankinsoni
- Hybognathus nuchalis
- Hybopsis amnis
- Hypentelium nigricans
- Hypophthalmichthys nobilis

## I
- Ichthyomyzon castaneus
- Ichthyomyzon fossor
- Ichthyomyzon gagei
- Ichthyomyzon unicuspis
- Ictalurus furcatus
- Ictalurus punctatus
- Ictiobus bubalus
- Ictiobus cyprinellus
- Ictiobus niger

## L
- Labidesthes sicculus
- Lampetra appendix
- Lepisosteus osseus
- Lepisosteus platostomus
- Lepomis cyanellus
- Lepomis gibbosus
- Lepomis gulosus
- Lepomis humilis
- Lepomis macrochirus
- Lepomis megalotis
- Lepomis peltastes
- Lota lota
- Luxilus cornutus
- Lythrurus umbratilis

## M
- Macrhybopsis aestivalis
- Macrhybopsis storeriana
- Margariscus margarita
- Margariscus nachtriebi
- Micropterus dolomieu[5]
- Micropterus salmoides
- Minytrema melanops
- Morone americana
- Morone chrysops
- Morone mississippiensis
- Moxostoma anisurum
- Moxostoma carinatum
- Moxostoma duquesnii
- Moxostoma erythrurum
- Moxostoma macrolepidotum
- Moxostoma valenciennesi
- Myoxocephalus thompsoni

## N
- Neogobius melanostomus
- Nocomis biguttatus
- Notemigonus crysoleucas
- Notropis anogenus
- Notropis atherinoides
- Notropis blennius
- Notropis buchanani
- Notropis dorsalis
- Notropis heterodon
- Notropis heterolepis
- Notropis hudsonius
- Notropis nubilus
- Notropis rubellus
- Notropis stramineus
- Notropis texanus
- Notropis topeka
- Notropis volucellus
- Noturus exilis
- Noturus flavus
- Noturus gyrinus

## O
- Oncorhynchus gorbuscha
- Oncorhynchus kisutch
- Oncorhynchus mykiss
- Oncorhynchus tshawytscha
- Opsopoeodus emiliae emiliae
- Osmerus mordax

## P
- Perca flavescens[6][7]
- Percina caprodes
- Percina evides
- Percina maculata
- Percina phoxocephala
- Percina shumardi
- Percopsis omiscomaycus
- Petromyzon marinus
- Phenacobius mirabilis
- Pimephales notatus
- Pimephales promelas[8]
- Pimephales vigilax
- Platygobio gracilis
- Polyodon spathula
- Pomoxis annularis
- Pomoxis nigromaculatus
- Prosopium coulteri
- Prosopium cylindraceum
- Proterorhinus marmoratus
- Pungitius pungitius
- Pylodictis olivaris

## R
- Rhinichthys atratulus
- Rhinichthys cataractae

## S
- Salmo salar
- Salmo trutta
- Salvelinus fontinalis[8][1]
- Salvelinus namaycush
- Sander vitreus[7][9][10]
- Scaphirhynchus platorynchus
- Semotilus atromaculatus

## U
- Umbra limi[11]